# Eleccions presidencials ruandeses de 2017
Les eleccions presidencials ruandeses de 2017 es van celebrar a Ruanda el 4 d'agost de 2017. El president de Ruanda, Paul Kagame, va ser reelegit per un tercer mandat de set anys amb el 98,79% dels vots.

## Antecedents
Un referèndum el 2015 va aprovar esmenes constitucionals que permetien que el president en el càrrec, Paul Kagame, es presentés per un tercer mandat en 2017, a més de retallar els mandats presidencials de set a cinc anys, tot i que aquest últim canvi no entraria en vigor fins al 2024.

## Sistema electoral
El President de Ruanda és elegit en una ronda de votació per majoria simple.

## Candidats
Kagame va anunciar que es presentaria per un tercer mandat en una compareixença televisada per marcar l'inici de 2016, dient que "Vosaltres em vau demanar que dirigeixi el país de nou després de 2017. Tenint en compte la importància i la consideració que atribuiu a això, només puc acceptar. Però no crec que el que necessitem és un líder etern."
En febrer de 2017 Phillipe Mpayimana va anunciar la seva candidatura com a candidat independent. Antic periodista i escriptor, viu fora de Ruanda des de 1994 i ha treballat amb associacions humanitàries.
L'empresària de 35 anys Diane Rwigara va anunciar la seva candidatura, com a crítica de Kagame. Uns dies després de la seva campanya, es van filtrar a internet fotografies de Rwigara nua per intentar desprestigiar-la. El 7 de juliol, la Comissió Nacional Electoral va desqualificar Rwigara i dos altres candidats per motius tècnics, al·legant que no havien recollit prou signatures vàlides. Amnistia Internacional va dir que les eleccions se celebraran en un "clima de por i de repressió" i la decisió de la comissió fou criticada pel Departament d'Estat dels Estats Units i la Unió Europea.
El líder del Partit Verd Democràtic de Ruanda Frank Habineza també va presentar la seva candidatura.

## Resultats
| Candidat                        | Candidat                        | Partit                           | Vots      | %     |
| ------------------------------- | ------------------------------- | -------------------------------- | --------- | ----- |
|                                 | Paul Kagame                     | Front Patriòtic Ruandès          | 6,675,472 | 98.79 |
|                                 | Philippe Mpayimana              | Independent                      | 49,031    | 0.73  |
|                                 | Frank Habineza                  | Partit Verd Democràtic de Ruanda | 32,701    | 0.48  |
| Vots nuls/en blanc              | Vots nuls/en blanc              | Vots nuls/en blanc               | 12,310    | –     |
| Total                           | Total                           | Total                            | 6,769,514 | 100   |
| Votants registrats/participació | Votants registrats/participació | Votants registrats/participació  | 6,897,076 | 98.15 |
| Font: NEC Rwanda                |                                 |                                  |           |       |

Després de la seva victòria, Kagame va jurar per un altre mandat el 18 d'agost de 2017.